# 크레이그 맥
크레이그 맥(영어: Craig Jamieson Mack, 1970년 5월 10일 ~ 2018년 3월 12일)은 미국의 랩가수이다. 뉴욕 출신이며, 90년대에 디디가 이끄는 베드 보이 레코드에 소속아티스트이다. 대표곡으로는 'Flava In Ya Ear'가 있다. 이 곡은 빌보드 차트에서 6위를 한다.

## 앨범
- Project Funk Da World (1994)
- Operation: Get Down (1997)